# 布敦化牧场
布敦化牧场是中国内蒙古自治区兴安盟科尔沁右翼中旗下辖的一个类似乡级单位。

## 行政区划
布敦化牧场共辖以下地区：
一队、二队、三队、四队、五队、六队、八一分场一队、八一分场二队、八一分场三队、八一分场四队、哈日努拉分场。